# 香港高級程度會考應用數學科
香港高級程度會考應用數學（英語：HKALE Applied Mathematics）是昔日一個在香港教育制度內的大學預科高等數學課程，公開考試在1980年至2013年間由香港考試及評核局舉辦。

## 歷史及概述
課程前身為香港大學入學資格考試(University of Hong Kong Matriculation Examination Applied mathematics)應用數學課程。初期的香港大學數學系按照英國大學的傳統，應用數學課主要教授數學在力學的應用，包括靜力學、動力學、流體靜力學、天文學。除了數學系，工程學院的學生也要修讀兩年的應用數學課。1950年代中，香港大學從四年制改為三年制時，將數學系應用數學課的中期考試(Intermediate Examination)第一學年課程，改作新設立的高級程度考試的應用數學科考試課程。
1980年，第一屆由香港考試局（今香港考試及評核局）舉辦的香港高級程度會考應用數學科考試舉行。
1992年本科首次有教學用的課程綱要，香港課程發展議會編制及發佈應用數學科學習領域指引中學課程綱要－應用數學科 (高級程度) (1992)  （页面存档备份，存于）。
1994年高級補充程度應用數學科首次開考。2000年起，高級補充程度應用數學科，與高級程度卷二共用試卷。
按照2000年公布的《數學課程全面檢討報告》，及因應在2002年中四實行的香港中學會考附加數學科課程刪減，本科的高級程度課程在2004年被刪減，在2004年的中六實行。
2012年，最後一屆開放予應屆學校考生參加。
在香港中學文憑考試中，香港高級程度會考應用數學科的卷二統計部份，及「香港高級補充程度會考數學與統計學」內容整合到香港中學文憑考試數學科延伸部分單元一（M1，微積分與統計），而應用數學科卷一部份的理論力學被完全刪除。
2013年，為自修生舉行的最後一屆香港高級程度會考舉行。

## 課程設計及内容

1985年應用數學科卷一第6題：光滑固定滑輪有三個質點A,B和C，質量分別為m, 2m和m，其中A和B以不可伸長的細繩連接，A和C以有彈性的細繩連接。有彈性的細繩的自然長度為ℓ，彈性模數為mg。試分析A的運動，及算出有彈性的細繩的最長長度。

高級程度應用數學科，設兩卷，各三小時，內容大致如下：
卷一
- 向量與理論力學
- 微分方程

卷二
- 微分方程
- 數值分析
- 概率論與統計學

歷史上，本科內容是以數學在古典力學的應用為主，單憑計算來分析各種各樣機械系統，不作任何實驗。力學部分可以分為只考慮物體的運動而不論其受力的運動學，考慮物體受力而運動的動力學和考慮物體受力處於平衡的靜力學。課程的數學方法部份，包括微分方程及向量，都是應用在力學題中，故此應用數學的力學，比高級程度物理科更廣闊而艱深得多。題中涉及多個物體的受力分析，有多個未知量，需設多個聯立方程式，而資料又以字母而非數字給出，如以m, M表示質量，{\displaystyle \alpha ,\theta }表示角度，{\displaystyle \mu _{1},\mu _{2}}表示摩擦係數等，以致運算往往甚為複雜繁瑣。
此科自設立起，便只有高級程度，而無普通程度版本，不同於純粹數學科曾分為高級程度和普通程度兩個版本。
香港大學預科高級程度應用數學科兩卷，每卷三小時，各為8選7條長題目。首兩年全部為力學題，1956年至1964年，當中15題為力學題，僅有卷二最後1題為統計題。1965年至1982年，卷二的統計題逐漸增加。1965年至1967年，卷二有2題統計題，1968年至1975年有3題，1976年至1982年有4題（其中1965年和1966年每卷為8選7，1967年至1971年為9選7，1972年至1982年為8選6）。另外1975年至1977年及1982年，卷一有一條非力學的微分方程題。1982年有一條統計題結合了力學。
1983年高考，本科課程有較大改變，加入數值分析及在統計中加入假說檢定。從該年開始，複雜多變的力學題只在卷一出現，而統計及數值方法則在卷二出現。而該屆考生兩年前所應考的香港中學會考附加數學科，也是第一年刪去原本可選的卷三力學。

1991年AS應用數學科課程綱要中，微分方程的力學例子之一的質量變化問題：一條鏈條放置在光滑斜面上，其一端懸垂在斜面邊緣，教師與學生討論懸垂部分長度x的微分方程。

自香港高級程度會考改革，在1994年高考加入高級補充程度科目，本科該年也新增了高級補充程度的版本。初時本科高級補充程度包括部份高級程度卷一和卷二的內容，也加入兩個變量的多元線性迴歸的新課題（不在此科高級程度或其他科目課程中），設一份獨立試卷。此課程的指引稱力學部分視作向量和微分方程的應用例子，只會用到中學會考物理科的力學知識，著教師無須特別操練學生。1998年中六起，本科高級補充程度課程，改為與高級程度的卷二相同，不再有向量、力學及線性迴歸部分。1998年修訂的課程綱要，也將微分方程部分的所有力學例子刪除。
學校通常安排持有大學物理或工程學位的教師，教授本科高級程度卷一力學，與其他數學科不同。教師和學生都感到古典力學艱深，又涉及物理知識、因此在教育界引起古典力學部分應否廢除的議論。然而一直參與考試工作的香港大學數學系陳啟元教授，曾經指出古典力學部分涉及的物理概念不多，僅以幾條前提就形成一個自足的體系，正是數學模型的典範，範圍和程度也適合高考。
在1994年改革之前，由於香港大學工程學院會為4科高級程度科目及格的學生額外加分，修讀此科的學生人數與純粹數學科相若。自1994年改革後，數學班的學生要在化學科和此科之間選擇，因此修讀此科的學生數目明顯下降。
由於卷一力學的難度大，應考本科高級補充程度的考生，和應考高級程度的考生數目相若，且常常有更多考生應考高級補充程度。這一特點明顯不同於其他同時有高級程度和高級補充程度的科目，其他科目高補程度的考生數目往往遠低於高級程度。

## 特有的數學內容
應用數學科會教授在中學其他高等數學科沒有教授的數學內容。沒有修讀本科的學生，只能在大學相關課程中才學到。在古典力學部分教授的數學內容之中，
- 向量的微積分，屬於數學系的多元微積分課的內容；

- 微分方程，包括一階和二階微分方程，屬於數學系的常微分方程課的內容；

- 將單變量的向量函數分解為徑向和橫截方向分量，屬於數學系的古典微分幾何課的內容。

在數值法部分教授的數學內容中，
- 泰勒展開式與誤差估計，屬於數學系的數學分析課的內容；

- 多項式插值、方程式求根算法和數值積分算法與誤差估計，屬於數學系的數值分析課的內容。

## 課程演變

### 香港大學入學試應用數學科考試課程[7]
| - 向量加法和減法。一個或數個物體在共面力或平行力作用下的平衡。光滑連接的無重棒組成的框架，包括圖解。簡單情況的質量中心的性質和計算。摩擦力。虎克定律。 - 相對速度和加速度，其分解和合成。位移、速度、加速度和時間關係的圖像表示。 - 質量、動量、力、衝量、功、能量和功率。直接碰撞及斜向碰撞。可變力作用下的直線運動。互連質點的直線運動。拋體運動的簡單問題。等速圓周運動。錐擺。簡譜遲動。在重力下的垂直圓周運動。慣性矩。剛體繞一固定軸的運動；複擺。單位轉換。量綱。 - 統計學的基本概念。頻率圖。平均值計算。標準差。中位數及半四分位距。 |

### 香港高級程度會考早期應用數學科考試課程[8]
| 數學方法 | - 單實變量的（代數、三角、指數、對數）函數的微分，函數的和、積、商的微分，反函數、複合函數、簡單隱函數的微分。 - 簡單積分的計算，分部積分和簡單代換。 - 從物理情況建立微分方程。微分方程的求解及應用： 1. 一階可分離變量微分方程 2. {\displaystyle a{\frac {d^{2}y}{dx^{2}}}+b{\frac {dy}{dx}}+cy=f(x)}類型的線性微分方程，其中{\displaystyle a,b,c}是常數，{\displaystyle f(x)}是函數{\displaystyle x^{n},\cos px,\sin px,e^{px}}的線性組合。（只需知道待定係數法） - 二維和三維的直角坐標，二維極坐標。 - 二維和三維向量，其加法、減法、分量和分解，純量積和向量積，單變量向量值函數的微分和簡單積分。   |
| 統計方法 | - 統計數據的列表和圖像表達。 - 位置量數：平均數，眾數，幾何平均數，加權平均數。 - 變異量數：全距，標準差，方差。 - 概率基本思想：集合表示事件，概率論的三條公理，條件概率，概率的加法規則和乘法規則。 - 二項分布：平均數，標準差，簡單應用。 - 正態分布：平均數，標準差，標準正態分布曲線下的面積表的使用。 |
| 理論力學 | - 力系，約化為一合力和一力偶，簡單力圖。 - 平衡條件，一個或多個物體的平衡。 - 摩擦：靜摩擦和動摩擦定律，摩擦角，平衡的極限位置。 - 相對於參照坐標系的位置、速度和加速度，其分解和合成。 - 動力學的基本概念：時間、質量、力。動量、角動量、動能和位能。 - 牛頓運動定律，慣性參考系。 - 線動量守恆，角動量守恆，能量守恆，當適當時用向量表示。 - 一個自由度的動力系統：在可變力下的直線運動，等速圓周運動，在重力下的垂直圓周運動 - 兩個自由度的動力系統：無阻力的拋體運動，簡諧運動，阻尼振盪，強迫振盪。 - 剛體作為質點的集合：質心，對一軸的慣性矩，平行於固定面的運動。 - 直接碰撞，斜向碰撞，恢復定律。 |

### 1983年經更改的應用數學科考試課程[9]
| - 單實變量的代數、三角、指數、對數函數的微分，函數的和、積、商的微分，反函數、複合函數、簡單隱函數的微分。 - 從給定情況建立微分方程（不要求對該等情況有預備知識）。微分方程的求解及應用： 1. 一階可分離變量微分方程 2. {\displaystyle a{\frac {d^{2}y}{dx^{2}}}+b{\frac {dy}{dx}}+cy=f(x)}類型的線性微分方程，其中{\displaystyle a,b,c}是常數，{\displaystyle f(x)}是函數{\displaystyle x^{n},\cos px,\sin px,e^{px}}的線性組合。（只需知道待定係數法）                                                                                   |
| - 二維和三維向量，其加法、減法、分量和分解，純量積和向量積，與純量的乘法，單變量向量值函數的微分和簡單積分。應用：相對運動、功和力矩、力系約化為一合力和一力偶，簡單力圖，受共面力作用的質點和剛體的平衡。 - 摩擦：靜摩擦和動摩擦定律，摩擦角，平衡的極限位置。 - 牛頓運動定律：慣性參考系，線動量、角動量及能量守恆定律，在可變力下的直線運動，一個質點在平面上的運動，無阻力的拋體運動，簡諧運動，阻尼振盪，強迫振盪，速度和加速度的徑向和橫向分量，直接碰撞和斜向碰撞。 - 剛體：質心，對一軸的慣性矩，平行軸定理，平行於固定面的運動。 |
| - 泰勒展開式的使用。用梯形法則和辛普森法則作數值積分，簡單誤差估計。用簡單迭代法估計函數的零點，包括二分法，假位法，逐次代換法和牛頓法，包括收斂性的簡單考慮。算法的思想和數值方法的簡單流程圖。 - 簡單統計量度：平均數，中位數，百分位數，全距，標準差，方差。 - 初等概率論：事件概率，條件概率，概率加法規則和乘法規則，期望值。 - 二項分布和正態分布，其平均數和標準差，概率表的使用。顯著性檢定和置信界限的基礎概念應用於一條只涉及正態或二項分布的簡單題目。                                                                         |

### 1992年編訂的高級程度應用數學科課程綱要（1994年高考開始施行）
| 範疇一：向量與力學 | - 單元1：向量 - 單元2：靜力學和摩擦力 - 單元3：運動學 - 單元4：牛頓運動定律 - 單元5：動量、功、能、功率及其守恆定律 - 單元6：碰撞 - 單元7：在重力下的拋射運動 - 單元8：圓周運動 - 單元9：簡諧運動 - 單元10：質點的平面運動 - 單元11：剛體運動 |
| 範疇二：微分方程   | - 單元12：一階微分方程及其應用 - 單元13：二階微分方程及其應用 |
| 範疇三：數值法     | - 單元14：插值法及拉格朗日插值多項式 - 單元15：近似 - 單元16：數值積分 - 單元17：方程的數值解 |
| 範疇四：概率與統計 | - 單元18：初級概率理論 - 單元19：基本統計量度 - 單元20：隨機變量、離散及連續概率分佈 - 單元21：統計推論 |

### 1994年高級程度考試課程更動
| 單元                   | 更動                                                 |
| ---------------------- | ---------------------------------------------------- |
| 對純量變量的積分       | 不包括線積分                                         |
| 運動學：質點在平面運動 | 不包括速度和加速度沿切線和法線的分量                 |
| 牛頓運動定律：直線運動 | 不包括涉及可變質量的問題                             |
| 拋射運動               | 不包括阻尼介質中的二維運動                           |
| 碰撞                   | 不涉及衝量張力的問題                                 |
| 摩擦：平衡的極限位置   | 不包括平衡穩定性                                     |
| 二階微分方程           | 增加可用消去法約化為二階微分方程的二元一階微分方程組 |
| 數值法                 | 不要求算法系統和簡易流向圖概念                       |

### 1991年編訂的高級補充程度應用數學科課程綱要（1994年至1999年高考施行）
| 簡介：基礎知識      | - 三角函數 - 指數函數 - 對數函數 - 複數 - 初等微積分 |
| 範疇1：向量         | - 基本知識 - 向量加法 三角形定律及平行四邊形定律 向量加法的性質：交換律；結合律 - 零向量，負向量及向量減法 - 純量乘法及其性質 結合律 分配律 - 向量分量 向量分解 單位向量{\displaystyle {\vec {i}}},{\displaystyle {\vec {j}}}和{\displaystyle {\vec {k}}}（亦可寫作{\displaystyle {\hat {i}}},{\displaystyle {\hat {j}}}和{\displaystyle {\hat {k}}}）與向量在直角坐標系的分解 方向比與方向餘弦 - 位置向量和直綫的向量方程 - 純量積 定義 純量積的性質 笛卡兒分量的純量積 正交性 - 向量積 定義 向量積的性質 笛卡兒分量的向量積 垂直向量與平行向量 - 三重積 純量三重積 向量三重積 - 向量函數，微分及積分 純變量向量函數 向量函數對純變量的微分 向量函數對純變量的積分 - 極坐標向量 - 向量在{\displaystyle R^{2}}運動學上的應用 位移，速度及加速度 相對運動 - 力表為向量     |
| 範疇2：微分方程     | - 基本概念 - 微分方程的形式 一階微分方程 - 可分變量微分方程的解 - 綫性微分方程{\displaystyle {\frac {dy}{dx}}+p(x)y=q(x)}的解 - 可化簡為可分變量或綫性形式方程的解 二階微分方程 - 分類 - 疊合原理 - 常係數齊次方程{\displaystyle a{\frac {d^{2}y}{dx^{2}}}+b{\frac {dy}{dx}}+cy=0}的解 - 常係數非齊次方程{\displaystyle a{\frac {d^{2}y}{dx^{2}}}+b{\frac {dy}{dx}}+cy=f(x)}的解 餘函數與特別積分 待定係數法 - 將方程約簡為常係數的二階微分方程 - 一階微分方程組 - 實際的應用 |
| 範疇3：數值法       | 插值法 - 插值多項式 - 拉格朗日插值多項式的構造 - 應用拉格朗日插值多項式逼近函數及計算其函數值 - 插值多項式的誤差估計 近似計算 - 量度誤差的處理 誤差來源：在科學研究中的系統誤差及隨機誤差；捨入誤差及截斷誤差 絕對及相對誤差 誤差的合成 - 利用泰勒展開式逼近函數值 函數的泰勒展開式 誤差的估計 數值積分 - 梯形法則 梯形法則的推導 誤差的估計 梯形法則的應用 - 森遜法則 森遜法則的推導 誤差的估計 森遜法則的應用 方程的數值解 - 定點迭代法 迭代法的算法 收斂的條件 誤差的估計 - 牛頓方法 牛頓方法的算法 收斂條件及誤差計算 牛頓方法的應用 - 正割法 正割法的推導 正割法的應用 數據的圖表處理 - 將兩變數的關係化簡成綫性形式 - 利用最小二乘法求最佳擬合直綫 最小二乘法的意義及最佳擬合的觀念 最佳擬合直線的斜率及y軸截距 在已求出的圖像中插值 最佳擬合直綫在不同問題上的應用 |
| 範疇4：初級概率理論 | 基本概念 - 基本定義 - 計數法 - 概率定理 - 貝葉斯定理 - 遞推關係 概率分佈 - 隨機變量 離散概率函數 概率密度函數 - 預期值及方差 - 二項分佈 伯努利試驗，二項概率 二項分佈 應用 - 常態分佈 基本定義 標準常態曲綫和常態表的使用 應用 逼近常態分佈的二項分佈 |

### 2004年高級程度課程更動（2006年高考起施行）[3]
| 單元                 | 刪去課題                                               |
| -------------------- | ------------------------------------------------------ |
| 向量                 | 向量的三重積                                           |
| 向量                 | 作用於{\displaystyle \mathbb {R} ^{3}}中的一直線的力矩 |
| 簡諧運動             | 受迫振動                                               |
| 二階微分分程及其應用 | 受迫振動                                               |
| 剛體運動             | 剛體的一般運動                                         |

## 統計資料
| 學校考生報考應用數學科百分率 | 學校考生報考應用數學科百分率 | 學校考生報考應用數學科百分率 | 學校考生報考應用數學科百分率 | 學校考生報考應用數學科百分率 |
| 年份                         | 高級程度                     | 高級程度                     | 高級補充程度                 | 高級補充程度                 |
| 年份                         | 男生                         | 女生                         | 男生                         | 女生                         |
| ---------------------------- | ---------------------------- | ---------------------------- | ---------------------------- | ---------------------------- |
| 1981年                       | 34.5%                        | 4.3%                         | —                            | —                            |
| 1982年                       | 36.0%                        | 3.2%                         | —                            | —                            |
| 1983年                       | 36.6%                        | 4.1%                         | —                            | —                            |
| 1984年                       | 36.6%                        | 3.8%                         | —                            | —                            |
| 1985年                       | 34.5%                        | 4.3%                         | —                            | —                            |
| 1986年                       | 34.9%                        | 4.2%                         | —                            | —                            |
| 1987年                       | 35.6%                        | 4.6%                         | —                            | —                            |
| 1988年                       | 35.4%                        | 4.6%                         | —                            | —                            |
| 1989年                       | 34.0%                        | 4.9%                         | —                            | —                            |
| 1990年                       | 35.0%                        | 5.6%                         | —                            | —                            |
| 1991年                       | 35.4%                        | 5.7%                         | —                            | —                            |
| 1992年                       | 33.9%                        | 6.4%                         | —                            | —                            |
| 1993年                       | 31.9%                        | 6.0%                         | —                            | —                            |
| 1994年                       | 11.3%                        | 1.9%                         | 10.2%                        | 2.2%                         |
| 1995年                       | 9.5%                         | 1.9%                         | 9.6%                         | 2.1%                         |
| 1996年                       | 9.6%                         | 1.9%                         | 8.9%                         | 2.4%                         |
| 1997年                       | 9.2%                         | 1.7%                         | 8.2%                         | 2.0%                         |
| 1998年                       | 7.8%                         | 1.6%                         | 8.5%                         | 2.5%                         |
| 1999年                       | 7.3%                         | 1.7%                         | 8.4%                         | 2.1%                         |
| 2000年                       | 7.2%                         | 1.7%                         | 8.0%                         | 2.6%                         |
| 2001年                       | 7.0%                         | 1.6%                         | 7.5%                         | 2.2%                         |

## 另見
- 香港中學會考附加數學科
- 香港高級補充程度會考數學與統計學
- 香港高級程度會考純粹數學科
- 香港中學文憑考試數學科延伸部分

## 附註
1. ↑  英國數學及物理學家William B. Bonnor（英语：William B. Bonnor）曾評論英國大學的應用數學考試，要求學生能快速解決由繩子、桿子、滑輪、桌子、理想流體等構造的非常困難的力學題目，學生即使明瞭力學原理，但若沒有經過長時間練習解題，不可能在考試取得好成績。他也指出若沒有在預科修讀應用數學科，進大學後不可能應付應用數學考試，他因此只能拒絕若干成績好唯沒有修讀預科應用數學科的學生的入學申請。[2]
2. ↑  港大入學試1958年試題集沒有收入應用數學試題，即使當年有舉行考試[4]，原因不明。

## 外部連結
- Applied Mathematics Curriculum and Assessment Guide （页面存档备份，存于）
- 香港教育局 中學課程綱要－應用數學 (高級程度) (1992)  （页面存档备份，存于）
- Education Bureau Syllabuses for Secondary Schools - Applied Mathematics (Advanced Level) (1992)  （页面存档备份，存于）
- 香港考試及評核局 高級程度會考應用數學 （页面存档备份，存于）
- HKEAA ADVANCED LEVEL APPLIED MATHEMATICS （页面存档备份，存于）
- 香港公共圖書館數碼館藏: 香港會考及高考試題特藏 香港高級程度會考 Applied Mathematics 應用數學